# George W. Malone

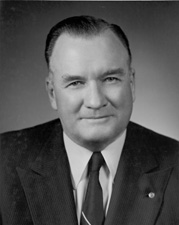
George Wilson Malone

George Wilson Malone (* 7. August 1890 in Fredonia, Wilson County, Kansas; † 19. Mai 1961 in Washington, D.C.) war ein US-amerikanischer Politiker der Republikanischen Partei und Mitglied im Senat der Vereinigten Staaten.

## Leben
Nach dem Besuch der University of Nevada in Reno, die er 1917 mit Abschluss verließ, wurde er für den Ersten Weltkrieg eingezogen und diente bei der Artillerie. Eventuell begann bereits 1919 eine inoffizielle Karriere für den Geheimdienst in England und Frankreich.
Von 1927 bis 1935 war er jedenfalls ein staatlich angestellter Ingenieur in Nevada und kandidierte 1934 erstmals für den Senat, unterlag allerdings dem Mitglied der Demokratischen Partei, Key Pittman, wobei etwa ein Drittel der Stimmen auf ihn entfielen.
1944 stellte er sich erneut der Senatswahl und unterlag mit etwa 41 Prozent der Stimmen knapp dem Demokraten Pat McCarran. 1946 gelang ihm dann der Einzug in den Senat; er schlug mit 55 Prozent der Stimmen den Demokraten Berkeley L. Bunker. 1952 gelang ihm noch die Wiederwahl, aber 1958 unterlag er dem Demokraten Howard Walter Cannon.
Während seiner Zeit im Kongress präsentierte er sich als erzkonservativer Senator des rechten Flügels seiner Partei und blieb nach seiner Wahlniederlage in Washington D.C. als Berater tätig. 1960 versuchte er in das Repräsentantenhaus von Nevada gewählt zu werden, was nicht gelang.
George Wilson Malone wurde nach seinem Tod auf dem Nationalfriedhof Arlington beigesetzt.